# 投矛器
投矛器是旧石器时代晚期出现的一种狩猎武器，一般由骨、角制成，表面装有纹饰，用来投掷标枪。其一端有一个钩嘴的突出物，把要投掷的标枪的后端顶在钩嘴上，用拇指、食指、和中指握住投矛器和标枪，用力把标枪投出去。其作用犹如轨道，可以加强投掷的准确性。同时，由于杠杆原理的作用，也可以增加投掷的距离。